# Degueche

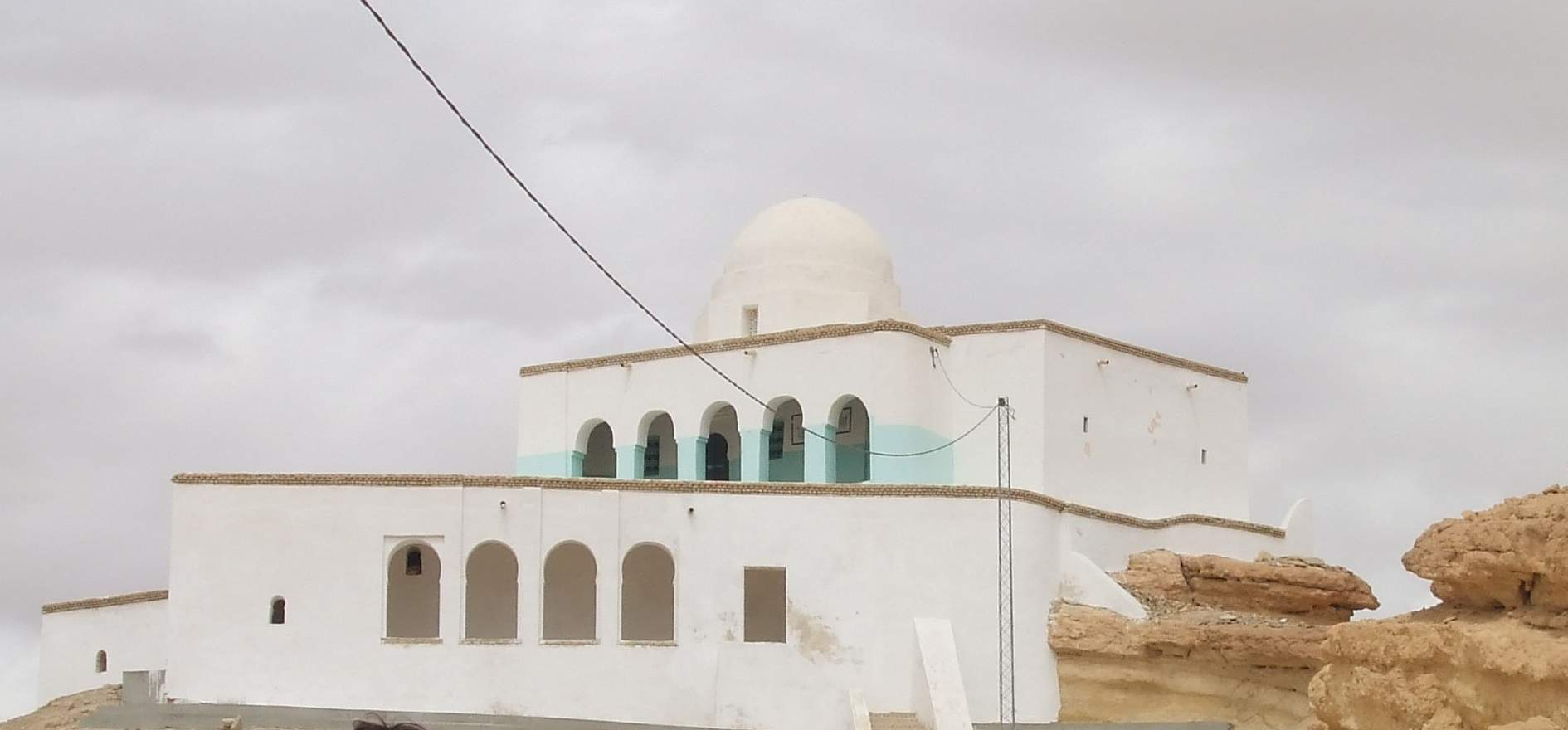
Mausoleu de Sidi Bu-Hilal, als afores de Cedada, a Degache

Deguèche o Degueche o Degache (àrab: دقاش, Daqāx, localment pronunciat Dgāx) és una ciutat de Tunísia, a la governació de Tozeur, situada a uns 5 km de la ciutat de Tozeur, amb uns 8.000 habitants. És capçalera d'una delegació amb 26.310 habitants. Al costat de la ciutat, hi ha diversos nuclis, i en destaquen Oulad Majed, Cedada i El Mahassen.

## Economia
La seva principal activitat econòmica és l'agricultura, amb recollida de dàtils de la varietat Deglet Nour i arbres fruiters.

## Patrimoni
Uns 10 km al nord-est es troba el jaciment arqueològic de Kris, a la vila d'El Mahassen, amb unes reduïdes restes de la ciutat romana de Thagis.

## Administració
Com a delegació o mutamadiyya, duu el codi geogràfic 62 52 (ISO 3166-2:TN-12) i està dividida en nou sectors o imades:
- Degach Nord (62 52 51)
- Degach Sud (62 52 52)
- Sebâa Abar (62 52 53)
- El Mahassen (62 52 54)
- Bou Helal (62 52 55)
- El Hamma (62 52 56)
- Chakmou (62 52 57)
- Dghoumès (62 52 58)
- En-Namlat (62 52 59)

Al mateix temps, forma una municipalitat o baladiyya (codi geogràfic 62 12).